# Mikromagie

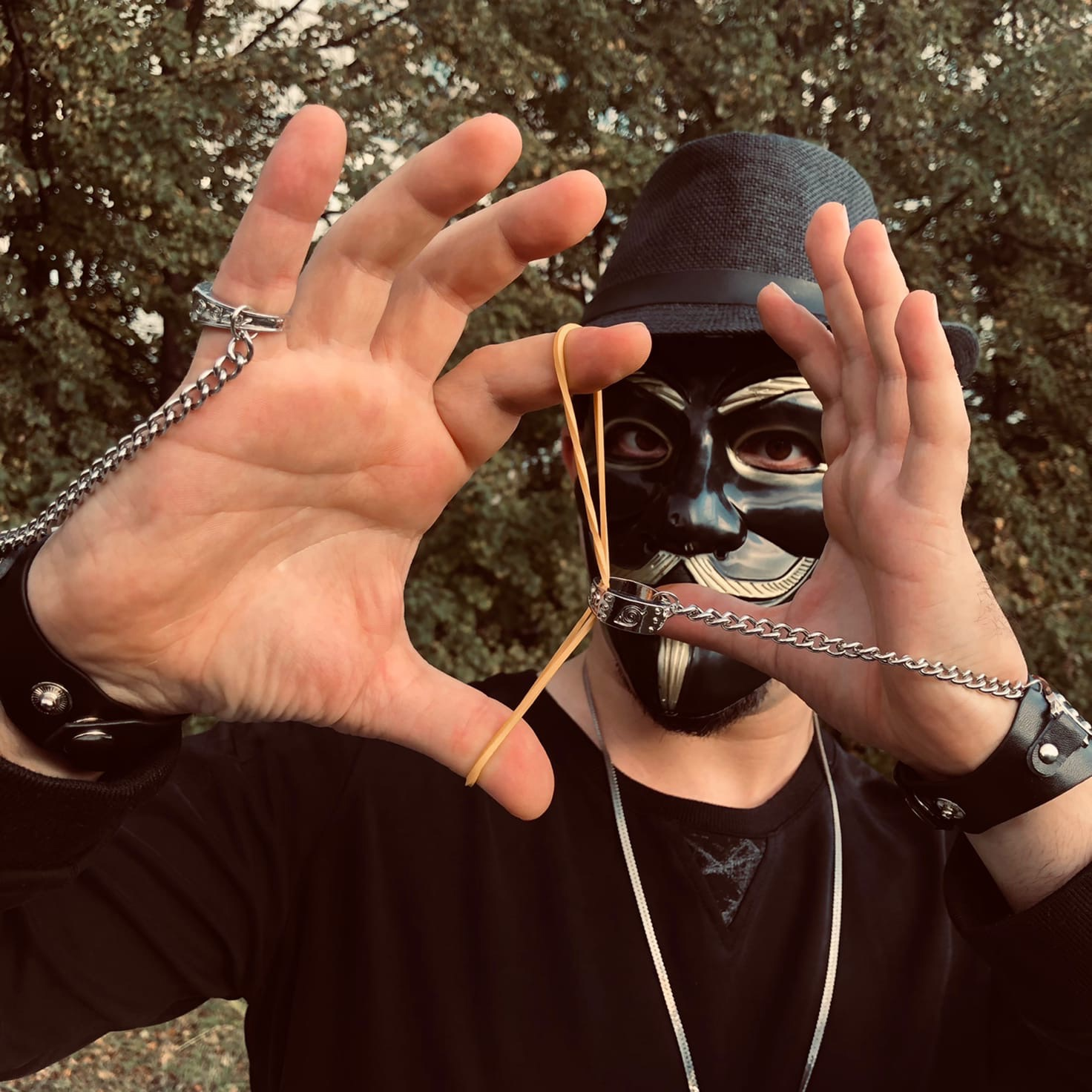
Trik s gumičkou a řetízkovým kovovým kroužkem je jedním z příkladů mikromagie

Mikromagie je obor zábavné magie, který je uznáván celosvětovou kouzelnickou asociací FISM a je součástí kouzelnického mistrovství světa. Jde o obor, kdy kouzelník kouzlí v těsné blízkosti diváků nebo přímo u stolu.

## O mikromagii
U mikromagie platí pravidlo, že „ruka musí být vždy rychlejší než oko“. Do mikromagie se nejčastěji pouštějí začínající kouzelníci, ale praktikují ji i profesionálové. 
Mikromagie je jedním z nejpopulárnějších druhů magie, dnes je běžně používána na večírcích k pobavení skupinek hostů, kdy kouzelník předvádí kouzlo na jevišti na stole a kouzelníkovy ruce jsou natáčeny kamerou a přenášeny na velkou obrazovku. 
V mikromagii se nejčastěji používají hrací karty a mince. Často kouzelník k efektům použije i drobnější předměty, které si od diváků vypůjčí (bankovky, mince, prsteny, klíče).

## Mikromagie v praxi
V praxi se mikromagie využívá hojně na večírcích a oslavách přímo mezi lidmi formou tzv. Table Hoppingu. Kouzelník tak prochází přímo mezi hosty a ukazuje jim kouzla pro pobavení. Velikou roli zde hraje také improvizace a schopnost vcítit se do konkrétních skupinek diváků a volit tak ideální kouzla právě pro danou skupinu. Table hopping je využíván hojně na firemních večírcích a v zahraničí je to již tradiční zábava po několik desetiletí. Mezi kouzelníky známé v Česku patří např. Tomasiano a Robert Fox, který měl dokonce v České televizi vlastní pořad s názve Magie v ulicích.

## Některé triky
- Kouzelník vezme balíček karet. Na vrchu má krále a královnu stejné barvy. Vezme krále, dá ho dospodu balíčku, ukáže divákovi že tam král doopravdy je. Dá balíček na stůl, luskne prsty a král a královna jsou opět u sebe. Toto kouzlo se jmenuje manželská láska.

- Kouzelník vezme balíček karet a řekne divákovi aby si k sobě vzal obálku, která je prázdná. Divák ji prohlédne a zalepí. Dá jí do krabice a pověsí z okna. Pak si divák vybere kartu, kouzelník odejde z místnosti a divák ji dá kamkoliv do balíčku. Kouzelník přijde, vezme zapalovač, zapálí karty a když dohoří, kouzelník se zeptá, jaká to byla karta, např. pikové eso. Divák prohledá balíček – karta zmizela. Kouzelník řekne divákovi, aby vytáhl krabici a podíval se do obálky, ale když se divák podívá do zavázané krabice, obálka zmizela. Kouzelník řekne: podívejte se do kapsy. Divák se podívá do kapsy a tam je obálka s jeho kartou.

- Kouzelník si od diváka půjčí minci, kterou divák sám fixem označí, aby nedošlo k záměně. Následně divák zavře minci do ruky a kouzelník vzdáleně působí svými magickými schopnostmi na divákovu minci. Mince, kterou divák celou dobu drží v ruce se ohne.

- Kouzelník si od diváka půjčí bankovku, kterou následně protrhne tužkou, tužka vede skrz bankovku; následně kouzelník tužkou roztrhne bankovku zcela. Po několika kouzelnických pohybech je bankovka opět zcela neporušená